# Czernyola delta
Czernyola delta är en tvåvingeart som beskrevs av Mcalpine 1960. Czernyola delta ingår i släktet Czernyola och familjen träflugor. Inga underarter finns listade i Catalogue of Life.